# Micrutalis dorsalis
Micrutalis dorsalis är en insektsart som beskrevs av Fitch. Micrutalis dorsalis ingår i släktet Micrutalis och familjen hornstritar. Inga underarter finns listade i Catalogue of Life.